# Celeron
Celeron är ett namn för olika lågbudgetmodeller av Intels mikroprocessorer till ett mycket lågt pris och lägre tillverkningskostnader. Intel introducerade Celeron i april 1998 och Celeron är aktiv än idag.
Namnet har använts för olika generationer av Pentium-processorer, med till exempel mindre cacheminne eller lägre frekvens på databussen. Det har även lanserats dubbelkärniga Celeron-processorer baserade på Core 2. En parallell finns i benämningen Xeon som används för serverprocessorer, och även de är varianter av olika generationer processorer från Intel.

## Celeron-kärnor

### Covington
Covington är den första ur familjen Celeronprocessorer. De körde hastigheterna 267 MHz (april 1998) och 300 MHz (juni 1998) på 66 MHz bussfrekvens.

### Mendocino
Andra Celeronkärnan år 1999 på frekvenserna 300 till 533 MHz. De använde Slot 1 som sin föregångare Covington. Men till skillnad från Covington så använde Mendocino även Socket 370.

### Coppermine-128
Introducerad den 29 mars 2000. Coppermine-128 slopade slot 1 och använde enbart socket 370.
I januari 2001 höjdes bussfrekvensen till 100 MHz. 
Klockningshastighet 1,10 Ghz satte punkt för Coppermine-128 den 31 augusti 2001

### Tualatin-256
Den fjärde kärnan. Introducerad mars 2000 men till skillnad från Coppermine-128 så hade Tualatin-256 högre cacheminne på 256 KB.
Dessutom klockades den upp till 1,5 Ghz under våren 2002.

### Willamette-128
Introducerad våren 2002. Willamette-128  slopade socket 370 och använde istället nya Socket 478. Den hade en mycket högre bussfrekvens på 400 mhz och cacheminne 128 kb. Högsta klockningshastighet blev 2.0 Ghz.

### Northwood-128
Northwood-128 har flera likheter med föregångaren Willamette-128. De har samma bussfrekvens och lika mycket cacheminne. 
Men till skillnad från Willamette-128 så hade Northwood-128 en högre klockningshastighet som uppgick till 2,80 Ghz i november 2003.

### Celeron D
Introducerad den 24 juni 2004. Den hade cacheminne 256 KB och bussfrekvens 533 Mhz och den använde Socket 478 och LGA 775.
CeleronD översteg 3 Ghz i oktober 2004. I december 2005 hade den en klockningshastighet på 3,33 Ghz.

### Cedar Mill-512
Introducerad den 28 maj 2006. Den hade högre cacheminne på 512 KB och bussfrekvens 533 Mhz och den använde endast LGA 775.
Högsta klockningshastighet: 3,60 Ghz (januari 2007).

### Conroe-L
Juni 2007. Den har lägre klockningshastighet (max 2.20 Ghz) men till skillnad från Cedar Mill-512 så har Conroe-L en betydligt större bussfrekvens på 800 Mhz.

### Conroe-CL
I Conroe-CL sänkte man klockningshastigheten ytterligare (1.87 GHz) men i "utbyte" en bussfrekvens på 1066 Mhz.

### Celeron (dual-core): Allendale
År 2008. bussfrekvens på 800 Mhz och cacheminne: 512 KB. Högsta klockningshastighet: 2.40 Ghz (Maj 2009).

### Celeron (dual-core): Wolfdale-3M
År 2009. bussfrekvens på 800 Mhz och cacheminne: 1000 KB. Högsta klockningshastighet: 2.70 Ghz (Augusti 2010).

### Silvermont Celeron
År 2013-2014. Baserad på samma arkitektur som de senaste Atom-processorerna, även kallad "Bay Trail": Högsta klockfrekvens: 2.39 Ghz. Finns i både dubbelkärniga och fyrkärniga varianter. Bland annat: Celeron N2805, N2820. N2920. Processorerna har också en integrerad grafikprocessor av typen Intel HD Graphics. IGPU-enheten är baserad på samma arkitektur som Intel HD Graphics 4000 men har lägre klockfrekvens och ett mindre antal exekveringsenheter.  

### Övrigt
Celeron har till skillnad från vanliga Pentium av samma generationer varit lättare att överklocka, man kunde utan några som helst problem köra en 400 MHz Celeron i 600 MHz, bland annat genom ökning av bussfrekvensen från 66 till 133 MHz, eller en 800 MHz Celeron i 1,2 GHz genom att öka multipliern från 8,0 till 9,0 och ändra bussen från 100 till 133 MHz, hade man bra kylning kunde man lätt uppgradera dem till dubbla hastigheten.